# Alice et Martin
Alice et Martin  és una pel·lícula francesa del 1998, un drama psicològic, dirigida per André Téchiné. És protagonitzada per Juliette Binoche i Alexis Loret. És la segona col·laboració de Téchiné amb Binoche després de la pel·lícula de 1985 Rendez-vous. La trama segueix els dos personatges del títol, Martin, un model masculí, i Alice, una violinista en dificultats. El seu romanç es trenca quan el passat turbulent de Martin comença a perseguir-lo.

## Argument
Als deu anys, Martin viu a Caors amb la Jeanine, la seva mare perruquera i el seu amant del taxista, Said. Martin és el fill il·legítim d'un home de negocis d'èxit, Victor Sauvagnac. Contra la voluntat del nen, la seva mare envia a Martin a viure amb el seu pare, a qui fins aleshores no coneix. Víctor està casat i té tres fills més grans que Martin. El trasllat no és feliç i ràpidament Martin es troba en conflicte amb el seu pare descarat i fred.
Deu anys més tard, just després del seu vintè aniversari, Martin fuig de casa després de la mort del seu pare. Desapareix vagant pel camp i intenta créixer sense èxit. Martin surt setmanes després a l'apartament del seu germanastre Benjamin a París. Benjamin és un actor en dificultats que comparteix la vida amb la seva millor amiga Alice, una violinista d'un quintet local especialitzat en música de tango. Més extravertit que el seu germà petit, Benjamin, que és gai, té una estreta relació platònica amb l'Alice. Martin troba l'èxit ràpidament: en poques setmanes és un model molt buscat.
L'Alice està nerviosa i fràgil, alberga el seu propi greuge privat, la tràgica mort als onze anys de la seva dotada germana. Al principi, l'Alice li molesta la presència d'en Martin a l'apartament i és freda amb ell. Tot i que a l'Alice no li agrada gaire el melancòlic Martin, s'obsessiona amb ella i comença a seguir-la subreptíciament. L'Alice ho descobreix i s'enfronta a ell. A poc a poc es veu captivada per les seves atencions, i els dos inicien una apassionada història d'amor.
Deixant enrere a Benjamin, Alice acompanya Martin a Granada, Espanya, en una sessió de modelatge. La seva felicitat és curta. Durant el viatge, el comportament d'en Martin es torna erràtic i cada cop s'obsessiona més amb si mateix. Quan l'Alice revela que està embarassada, el seu declivi continua. Martin pateix una crisi nerviosa i entra en coma. Els metges determinen que el seu estat és psicosomàtic. En un esforç per recuperar la seva salut, l'Alice lloga una cabana al costat del mar a la costa sud d'Espanya. Martin neda durant hores cada nit, però es manté retirat. Està perseguit per la mort del seu pare.
Un flashback relata el període anterior a la mort de Victor Sauvagnac. La seva relació amb els seus fills era problemàtica: el Martin sense rumb i retraït no li va agradar; Benjamin el va irritar i una reunió sobre les perspectives del negoci familiar va acabar en una baralla a cops entre François i Frédéric, els dos germans grans. Martin celebra el seu 20è aniversari amb Benjamin, que ve de París per a l'ocasió. La seva reunió és interrompuda per una trucada telefònica de François que se suïcida penjant-se a la fàbrica de la família. Quan Martin decideix marxar a París, esclata una discussió i Martin empeny el seu pare avall per les escales matant-lo. Incapaç de fer front al que acaba de fer, Martin fuig.
Després que Martin reveli que va causar la mort del seu pare, incapaç de suportar més la culpa i el dolor, es compromet a una institució mental. L'Alice, seguint els desitjos de Martin, viatja a Caors per parlar amb la família Sauvagnac. Fa amistat amb la mare d'en Martin, però Lucie, la vídua d'en Víctor, és antipàtica. Frédéric Sauvagnac, que és l’alcalde de la ciutat, és obertament hostil. Benjamin arriba a la ciutat en un esforç per evitar que l'Alice interfereixi en els seus assumptes familiars. Tanmateix, tots dos es reconcilien. Finalment, Lucie decideix explicar a les autoritats la culpabilitat de Martin en la mort del seu marit. Martin confessa el seu crim, es lliura a les autoritats i va a la presó. L'Alícia decideix tenir el seu fill. Apareix tocant el violí en un casament. Martin està a la presó però, en una carta a l'Alice, sembla que finalment està en pau amb ell mateix.

## Repartiment
- Juliette Binoche com Alice
- Alexis Loret com a Martin
- Mathieu Amalric com a Benjamin
- Marthe Villalonga com a Lucie Sauvagnac
- Pierre Maguelon com a Victor Sauvagnac
- Carmen Maura com a Jeanine
- Jean-Pierre Lorit com a Frédéric Sauvagnac
- Erik Kreikenmayer com Francois Sauvagnac
- Franck de la personne com a jutge d'instrucció
- Jeremy Kreikenmayer com Martin quan era nen

## Producció
El guió va ser escrit per André Téchiné i el seu company habitual de guionistes Gilles Taurand amb l'ajuda d'Olivier Assayas. El rodatge es va dur a terme a França (París i la regió sud-oest de Caors i Duravèl a la vall de l’Òltt) i Espanya (Granada), on es produeix la ruptura climàtica de Martin.

## Estrena
Alice et Martin es va estrenar a la Seminci de 1988 en presència d'André Téchiné, Juliette Binoche i Alain Sarde. La versió projectada va durar 114 minuts, 10 minuts més curta que la versió que es va estrenar a les sales. La pel·lícula es va estrenar a França el 4 de novembre de 1998.

## Recepció
Alice et Martin, la tretzena pel·lícula de Téchiné, va sorgir després d'una sèrie de tres pel·lícules d'èxit crític i artístic: Ma saison préférée (1993); Les Roseaux sauvages (1994) i Les Voleurs (1996). En un consens general, la crítica i el públic van percebre Alice et Martin com una decepció, sobretot a causa de la naturalesa trista de la trama. El poder estrella de Juliette Binoche, que es va donar a conèixer pel públic estatunidenc gràcies a la seva actuació guanyadora de l'Oscar per El pacient anglès, no va ser suficient perquè la pel·lícula tingués una gran audiència. A França, el crític de Cahiers du cinema va plantejar dubtes sobre el procediment narratiu de la pel·lícula i la incongruència de l'escombrada èpica i la narració familiar banal representada.
Rotten Tomatoes va informar que el 62% dels 42 crítics mostrats van donar ressenyes positives a la pel·lícula. Andrew Sarris de The New York Observer va anomenar la pel·lícula "no us la podeu perdre". Jonathan Rosenbaum del Chicago Reader va comentar que "La intensitat neuròtica dels personatges de Techiné, que s'estiren característic tant cap enrere com cap endavant en el temps, com en una novel·la de Faulkner, n'hi ha una a tot arreu, igual que la direcció magistral de Techiné i moltes de les altres actuacions".
A.O. Scott a The New York Times anomenada Alice et Martin "Una pel·lícula d'observació ricament poblada que pateix, de manera perdonable, un excés de curiositat pel món que representa: un excés. de generositat, intel·ligència i art". Edward Guthmann al San Francisco Chronicle va veure la pel·lícula com "de cor, apassionada i valenta en allò que intenta explorar. Només és un èxit qualificat". A la seva ressenya per a Los Angeles Times, Kevin Thomas la va descriure com "Atrevidament estructurada, intensament concentrat i de ritme ràpid, Alice et Martin té una densitat emocional tremenda que exigeix al màxim els seus actors, i també demana a molts públics." Mentre que en una nota en desacord, Lisa Schwarzbaum d'Entertainment Weekly  va dir que "És com si, en explorar les cicatrius que configuren aquestes personalitats, Téchiné s'hagués oblidat de colorir la carn."

## Estrena en DVD
Alice et Martin està disponible al DVD de la Regió 2. Àudio amb subtítols en francès i anglès. L'única característica addicional és el tràiler de la pel·lícula. No hi ha DVD de la Regió 1 disponible.
El 2010 es va estrenar un disc blu-ray de la pel·lícula per Studio Canal, que incloïa un llargmetratge de 28 minuts titulat 'Autour d'un amour impossible, la petite musique d'André Téchiné'.